# Delvaux
Delvaux（德爾沃）是比利时一家高级皮革奢侈品制造商，由查尔斯·德尔沃（Charles Delvaux）创立于1829年，當時他在布鲁塞尔开设了一家旅行用品作坊和商店。德爾沃是比利时歷史最悠久的高级皮革奢侈品牌，2021年7月被歷峰集團收購。